# Municipio de Preemption
El municipio de Preemption (en inglés: Preemption Township) es un municipio ubicado en el condado de Mercer en el estado estadounidense de Illinois. En el año 2010 tenía una población de 1783 habitantes y una densidad poblacional de 18,67 personas por km².

## Geografía
El municipio de Preemption se encuentra ubicado en las coordenadas 41°16′42″N 90°36′18″O / 41.27833, -90.60500. Según la Oficina del Censo de los Estados Unidos, el municipio tiene una superficie total de 95.51 km², de la cual 95.44 km² corresponden a tierra firme y (0.07%) 0.07 km² es agua.

## Demografía
Según el censo de 2010, había 1783 personas residiendo en el municipio de Preemption. La densidad de población era de 18,67 hab./km². De los 1783 habitantes, el municipio de Preemption estaba compuesto por el 98.77% blancos, el 0.22% eran afroamericanos, el 0.22% eran amerindios, el 0.17% eran asiáticos, el 0.06% eran isleños del Pacífico, el 0.11% eran de otras razas y el 0.45% pertenecían a dos o más razas. Del total de la población el 1.85% eran hispanos o latinos de cualquier raza.